# قائمة مواقع التراث العالمي في كندا

قائمة مواقع التراث العالمي في كندا تضم 22 موقعاً مُدرجة على لائحة التراث العالمي احد عشر موقعا ثقافيا وعشرة طبيعية وموقع مختلط طبيعي وثقافي كما ان منها ثلاثة مواقع حدودية مُشتركة، أولها موقع متنزهات جبال روكي الكندية الحدودي المشترك مع ولاية مونتانا الأمريكية، وثانيها هو موقع كلون/رانجيل-ستريت. إلياس / جلاشير باي / تتشينشيني-ألسيك الحدودي المُشترك مع ولاية ألاسكا الأمريكية، والثالث هو موقع حديقة بحيرات واترتون الوطنية الحدودي مع ولاية مونتانا الأمريكية.
انضمت كندا إلى لجنة التراث العالمي سنة 1976 وقُبل أول موقع لها وهو لانس أو ميدوز على قائمة التراث العالمي سنة 1978. يتم اختيار الموقع بناءً على معايير الاختيار وهذه المعايير إما معايير ثقافية: (أولاً)، (ثانياً)، (ثالثاً)، (رابعاً)، (خامساً)، (سادساً)، أو معايير طبيعية (سابعاً)، (ثامناً)، (تاسعاً)، (عاشراً) أو في بعض الأحيان تكون المعايير مُختلطة ثقافية وطبيعية.

## القائمة

### القائمة الرئيسية
| تسلسل | الصورة | الاسم                                                   | الموقع                                                                                   | المعيار                                | سنة التسجيل | الوصف | المصادر           |
| ----- | --- | ------------------------------------------------------- | ---------------------------------------------------------------------------------------- | -------------------------------------- | ----------- | --- | ----------------- |
| 1     | Grass-covered house with wooden chimneys.                                                                    | لانس أو ميدوز                                           | نيوفاوندلاند واللابرادور 51°28′0″N 55°37′0″W / 51.46667°N 55.61667°W                     | (سادساً)(ثقافي)                         | 1978        | في رأس شبه جزيرة غريت نورثرن التابعة لجزيرة نيوفوندلاند، تدلّ الآثار المتبقية من مستوطنة للفيكينغ تعود إلى القرن الحادي عشر على أولّ وجود بشري أوروبي في أميركا الشمالية. وتشبه آثار هذه الأبنية المشيّدة من وحل التربة والمحفورة بين هياكل خشبية تلك المكتشفة في الغرونلاند وإيسلندا. | [ 2 ]             |
| 2     | Waterfalls on a river, surrounded by granite peaks                                                           | محمية المنتزه الوطني ناهاني                             | الأقاليم الشمالية الغربية                                                                | سابعا,ثامنا (طبيعي)                    | 1978        | يقع هذا المنتزه على امتداد نهر ناهاني الجنوبي، أحد أروع مجاري المياه على الإطلاق في أميركا الشمالية، ويحوي أودية ضيقة عميقة وشلالات ضخمة ومجموعة فريدة من المغارات ذات التضاريس الكلسية. فضلاً عن ذلك، يأوي هذا المنتزه العديد من الأجناس الحيوانية التي تشتهر بها الغابات الشمالية كالذئب، ودب الغريزلي، ورنّة كندا. كما تضم هذه البيئة الألبية أجناساً أخرى كالأغنام وماعز الجبل. | .                 |
| 3     | A skeleton of a dinosaur.                                                                                    | منتزه الديناصور الإقليمي                                | ألبرتا 50°46′4″N 111°29′32″W / 50.76778°N 111.49222°W                                    | (سابعاً) (ثامناً)(طبيعي)                 | 1979        | تقع هذه الحديقة التي تتميّز بمناظرها الطبيعية الخلاّبة في عمق الأراضي الجرداء في مقاطعة ألبرتا وهي تحوي أهم الآثار المكتشفة من "عصر الزواحف"، وبوجه خاص آثار لحوالى 35 جنساً من الدناصير التي ترقى إلى 75 مليون سنة تقريباً. | [ 4 ]             |
| 4     | A glacier, mountains of black gravel and snowcovered mountains.                                              | كلون/رانجيل-ستريت. إلياس / جلاشير باي / تتشينشيني-ألسيك | كولومبيا البريطانية ويوكون ألاسكا، الولايات المتحدة 61°12′N 141°0′W / 61.200°N 141.000°W | (سابعاً) (ثامناً) (تاسعاً) (عاشراً)(طبيعي) | 1979        | تشكّل هذه المجموعة الرائعة من الكتل الجليدية والقمم الشاهقة التي تقع على المنطقة الحدودية بين كندا (وبالتحديد في منطقة يوكون وولاية كولومبيا البريطانية) والولايات المتحدة الأميركية (وبالتحديد ولاية ألاسكا)، منظراً من أجمل المناظر الطبيعية في العالم. وهي تأوي عدداً من الأجناس الحيوانية كدبّ الغريزلي ورنّة كندا والأغنام وتضم أكبر حقل جليدي غير قطبي في العالم. | [ 5 ] [ 6 ] [ 7 ] |
| 5     | A line of rocks overlooking a plain.                                                                         | هيد سماشد إن بافلو جمب                                  | ألبرتا 49°44′58″N 113°37′26″W / 49.74944°N 113.62389°W                                   | (سادساً)(ثقافي)                         | 1981        | في جنوب غرب مقاطعة ألبرتا، تشهد آثار المدارج الموسومة وبقايا مخيم سكنته الشعوب الأصلية وإحدى الجثوات التي تحوي كميّات كبيرة من الهياكل العظمية الخاصة بحيوان البيسون على عادة فريدة درجت لمدة ست آلاف سنة تقريباً لدى الشعوب الأصلية المنتشرة في السهول الشاسعة لأميركا الشمالية. وبفضل الإطلاع العميق لهؤلاء الشعوب على تضاريس هذا المكان وعلى سلوك البيسون، كانوا يطاردون قطعان البيسون باتجاه الجرف ثم يقطّعون هياكلها العظمية في المخيم الذي يقع في أسفل الجرف. | [ 8 ]             |
| 6     | Clearance in a forest.                                                                                       | أسغانغ غواي                                             | كولومبيا البريطانية 52°5′42″N 131°13′13″W / 52.09500°N 131.22028°W                       | (ثالثاً)(ثقافي)                         | 1981        | تقع بلدة نينس تينتس (أو نانس دينس) على جزيرة صغيرة قبالة الساحل الغربي لجزر الملكة شارلوت (أو جزر هايدا غواي). وتعطي آثار البيوت والعواميد الجنائزية والتذكارية المنحوتة أمثلة عن حياة شعب الهايدا وفنّهم الخالد. ويحيي هذا الموقع الثقافة الحيّة الخاصة بهذا الشعب، وعلاقته بالأرض والبحر ويعطي صورة حيّة عن التقاليد الشفوية التي كانت سائدة في تلك الحقبة. | [ 9 ]             |
| 7     | Frontal view of a buffalo.                                                                                   | حديقة جاموس الغابات الوطنية                             | ألبرتا والأقاليم الشمالية الغربية 59°22′N 112°18′W / 59.367°N 112.300°W                  | (سابعاً) (تاسعاً) (عاشراً)(طبيعي)         | 1983        | يقع هذا المنتزه في سهول منطقة وسط شمال كندا على مساحة 44807 كم2 ويأوي أكبر فصيلة من الجاموس الوحشي (البيسون) الأميركي، كما يشكّل المساحة الطبيعية المؤاتية لبناء أعشاش الكركي الأبيض الأميركي. ومن المناظر الطبيعية الخلابة التي يتميّز بها هذا المنتزه، نذكر أكبر دلتا داخلية في العالم، عند مصبّ نهري السلام وأتاباسكا. | [ 10 ]            |
| 8     | Lake and forest in front of high rocky mountains with snow.                                                  | متنزهات جبال روكي الكندية                               | كندا ألبرتا،كندا مونتانا، الولايات المتحدة 51°25′N 116°29′W / 51.417°N 116.483°W         | (سابعاً) (ثامناً) (طبيعي)                | 1984        | تتألف المناظر الجبلية الرائعة في هذه المنطقة من الحدائق الوطنية المتجاورة كحديقة بانف وجاسبر وكوتناي ويوهو ومن الحدائق المحلية لجبل روبسون، وجبل أسينيبوان وهامبر التي تتخللها القمم الشاهقة والكتل الجليدية والبحيرات والشلالات والأودية الضيقة والمغارات الكلسية. كما يضمّ هذا الموقع حقل بورجس شايل الأحفوري الذي يشتهر بالبقايا المتحجرة لبعض الحيوانات البحرية الطريّة | [ 11 ] [ 12 ]     |
| 9     | Relatively tall and narrow five storied building of grey stone with a dark roof and an attached clock tower. | كيبك القديمة                                            | كيبك 46°48′34″N 71°12′38″W / 46.80944°N 71.21056°W                                       | (رابعاً) (سادساً)(ثقافي)                 | 1985        | أسّس المستكشف الفرنسي شامبلان مدينة الكيبيك في مطلع القرن السابع عشر وهي لا تزال المدينة الوحيدة في أميركا الشمالية التي حافظت على أسوارها المؤلفة من عدة مواقع محصنّة وأبواب ودعائم دفاعية تلّف الكيبيك القديمة حتى يومنا هذا. وتضم المدينة العليا التي تقع في أعلى الجرف وتمثّل مركزاً دينياً وإدارياً مهماً مجموعة من الكنائس والأديرة وغيرها من المباني كمعقل دوفين والقلعة وقصر فرونتوناك، وهي تشكّل، مع المدينة السفلى وأحيائها القديمة، مجموعة حضرية لعلّها أحد أفضل الأمثلة عن المدينة المستعمرة المحصنة. | [ 13 ]            |
| 10    | Mountain landscape with little vegetation and ocher stones.                                                  | منتزه جرو مورن الوطني                                   | نيوفاوندلاند واللابرادور 49°37′N 57°32′W / 49.617°N 57.533°W                             | (سابعاً) (ثامناً)(طبيعي)                 | 1987        | يقع هذا المنتزه على ضفاف الساحل الغربي لجزيرة نيوفاوندلاند الكندية، وهو يعطي مثالاً نادراً عن تطوّر طفو القارّات حيث تبرز القشرة المحيطية العميقة وصخور أديم الأرض. ثم رسمت الحركة الجليدية معالم منظر طبيعي رائع يتألف من أراضٍ ساحلية منخفضة وهضاب ألبية وأزقة بحرية وأودية جليدية وجروف وعرة وشلالات والعديد من البحيرات التي لا تزال في حالتها البدائية. | [ 14 ]            |
| 11    | Churches and brightly colored houses near the water.                                                         | بلدة لونينبورج القديمة                                  | نوفا سكوتيا 44°22′34″N 64°18′33″W / 44.37611°N 64.30917°W                                | (رابعاً) (خامساً)(ثقافي)                 | 1995        | تُعطي مدينة ونينبورغ القديمة المثال الأفضل حتى اليوم عن مدينة مستعمرة بريطانية منظمة في أميركا الشمالية. تأسست في العام 1753 وهي لا تزال تحافظ على شكلها العام وهيكليتها الأصلية المطابقة لتخطيط على شكل مربّعات منسّقة تمّ تصميمه في البلد الأصلي. ولقد نجح سكان لونينبورغ القديمة في الحفاظ على هوية المدينة على مرّ العصور من خلال صون الهندسة الخشبية لبيوتها، ومنها ما يرقى إلى القرن السابع عشر. | [ 15 ]            |
| 12    | Herbst Glacier on the US side of Waterton Glacier International Peace Park.                                  | حديقة بحيرات واترتون الوطنية                            | ألبرتا،كندا مونتانا، الولايات المتحدة 49°0′N 113°54′W / 49.000°N 113.900°W               | (سابعاً) (تاسعاً)(طبيعي)                 | 1995        | في العام 1932، جرى ضمّ الحديقة الوطنية للبحيرات-حديقة واترتون (في ولاية ألبرتا، في كندا) إلى الحديقة الوطنية للكتل الجليدية (في ولاية مونتانا، في الولايات المتحدة الأميركية) لتصبحا "الحديقة الدولية الأولى للسلام" في العالم التي تقع من جانبي الحدود الكندية-الأميركية، وتوّفر مناظر طبيعية رائعة الجمال. تزخر هذه الحديقة بالأجناس النباتية وبأصناف الثديات وكذلك بالمروج والغابات وعناصر البيئة الجبلية والكتل الجليدية. | [ 16 ]            |
| 13    | Forested mountains with rocks and pebble beach.                                                              | منتزه ميغواشا الوطني                                    | شبه جزيرة غاسب، كيبك 48°6′18″N 66°21′11″W / 48.10500°N 66.35306°W                        | (ثامناً)(ثقافي)                         | 1999        | يقع منتزه ميغواشا الوطني في منطقة الكيبيك الجنوبي، على ضفاف الساحل الجنوبي الغربي لشبه جزيرة غاسبيه، ويشكّل موقعاً إحاثياً هائلاً لعلّه النموذج الأفضل عن العصر الديفوني أو "عصر الأسماك". وتضم سلسلة الإيسكوميناك، من العصر الديفوني الأعلى، والتي ترقى إلى 370 مليون سنة، خمس من أصل ست فصائل من الأسماك الأحفورية المرتبطة بتلك الحقبة. وتكمن أهمية هذا الموقع في وجود أكبر تجمّع للعيّنات الأحفورية من الأسماك ذات الزعانف اللحمية-التي لا تزال في حالة إستثنائية- وتمثّل أسلاف الفقريات الأرضية الأولى التي تتنشق الهواء وهي الرباعية القوائم. | [ 17 ]            |
| 14    | A small canal with a set of locks leading from a river near a large city.                                    | قناة ريدو                                               | أونتاريو 45°0′N 75°46′W / 45.000°N 75.767°W                                              | (أولاً) (رابعاً)(ثقافي)                  | 2007        | تغطي القناة الضخمة التي بنيت في مطلع القرن التاسع عشر 202 كلم من نهري ريدو وكاتاركي، انطلاقاً من جنوب أوتاوا باتجاه مرفأ كينغستون وبحيرة أونتاريو. بنيت القناة لدوافع إستراتيجية وعسكرية في البداية، عندما كانت المنافسة بين بريطانيا والولايات المتحدة الأميركية على أشدها للسيطرة على المنطقة. كما تشمل القناة، التي تشكل إحدى أولى القنوات المصممة تحديداً لعبور السفن البخارية، مجموعة من التحصينات. مع انطلاق المشروع عام 1826، اختار البريطانيون ما يُعرف بتكنولوجيا "المياه الراكدة" (فترة الركود بين المد والجزر) لتجنب أعمال الحفر الواسعة. وبنيت مجموعة من السدود لإبقاء مياه النهر على عمق صالح للملاحة. كما أنشئ 50 ممراً للسفن. يشكل الموقع أفضل مثال قائم لقنوات المياه الراكدة في أميركا الشمالية، ويشير إلى استخدام هذه التكنولوجيا الأوروبية الأصل في أميركا الشمالية على نطاق واسع. إنها القناة الوحيدة من مرحلة القنوات الكبرى في شمال أميركا في بداية القرن التاسع عشر التي ما زالت تعمل على طول خطها الأصلي وقد حفِظت معظم بناها الأصلية. كما كانت تتمتع بستة "حصون صغيرة" لاتقاء النيران وحصن كبير لحمايتها. وبين عامي 1846 و1848، شيِّدت أربعة أبراج لتعزيز التحصينات في مرفأ كيتغستون. تكتسي قناة ريدو أهمية تاريخية إذ أنها تشهد على المعركة التي كانت قائمة للسيطرة على شمال القارة الأميركية. | [ 18 ]            |
| 15    | Fossilized tree trunk in a rock face.                                                                        | جروف جوغنز الأحفورية                                    | نوفا سكوشا 45°42′35″N 64°26′9″W / 45.70972°N 64.43583°W                                  | (ثامناً)(طبيعي)                         | 2008        | يمتد هذا الموقع على طول ساحل مقاطعة نوفا سكوشيا (شرق كندا) وتبلغ مساحته 689 هكتاراً. يُوصف بـ"جزر غالاباغوس الفحم" نظراً إلى غناه بالأحافير العائدة إلى حقبة جيولوجية قديمة جداً (354 إلى290 مليون عام). توفر صخور الموقع آثاراً عن هذه الفترة من تاريخ الأرض وتعدُّ الأكثر غنىً في العالم فيما يخص الطبقة البنسلفانية (318 إلى 303 مليون عام) إذ تحوي الأحافير الأكثر كمالاً التي عُثر عليها حتى الآن لأشكال الحياة البرية التي كانت قائمة آنذاك. كما تحوي بقايا لحيوانات بدائية جداً وآثار الغابات المطيرة التي كانت الحيوانات تعيش في كنفها. يشمل الموقع14.7 كلم من الجروف البحرية، والجروف الصغيرة، والأرصفة، والشواطئ، ويضم آثاراً لثلاثة نظم إيكولوجية متجاورة: المصب الخليجي، والغابة المطيرة ذات السهل الفيضاني، والسهل الفيضاني المُشجَّر السريع التأثر بالحرائق، والذي يحوي بركاً من المياه العذبة. يُحصي الموقع أيضاً المجموعة الأكثر كمالاً من الأحافير ضمن هذه الأنواع من النظم الإيكولوجية، مع تواجد 96 نوعاً و148 صنفاً من الأحافير و20 مجموعة من آثار الأقدام على الأرض. أدرج المكان على القائمة لأنه يحوي عينات مذهلة عن مراحل رئيسية من تاريخ الأرض. | [ 19 ]            |
| 16    | Grand Pré memorial church and statue of Evangeline.                                                          | غراند بري                                               | نوفا سكوتيا 50°46′4″N 111°29′32″W / 50.76778°N 111.49222°W                               | (رابعاً) (سادساً)(ثقافي)                 | 2012        | يقدم الموقع نماذج لإستيطان شعب الأكاديون الأوربيون في شمال أمريكا منذ مطلع القرن السادس عشر وتكيفهم مع الطبيعة هناك ونظالهم لإستصلاح أراضي ساحل البحر من خلال إقامة السدود وتجفيف المستنقعات الساحلية ومازالت تلك السدود والأراضي المُستصلحة تُستخدم لحد الآن. يمتد المشهد الثقافي ليشمل 1300 هكتار من الأراضي المٌستصلحة وبقايا المُدن الأثرية مثل هورتوفيل وهو يُؤرخ لمأساة شعب الأكاديون وتهجيرهم ونفيهم من أراضيهم على يد البريطانيين منتصف القرن الثامن عشر. | [ 20 ]            |
| 17    | Red Bay seen from the harbour.                                                                               | الخليج الأحمر                                           | ، نيوفاوندلاند واللابرادور 51°43′55″N 56°25′32″W / 51.73194°N 56.42556°W                 | (ثالثاً)) (رابعاً)(ثقافي)                | 2013        | مستوطنة أثارية أنشائها البحارة الباسكيون في ثلاثينيات القرن السادس عشر على شاطئ مضيق جزيرة بيلا اسلا، يُقدم الموقع دلائل ويشرح تقاليد صيد الحيتان الأوربية. كانت المُستوطنة تُستخدم خلال أشهر الصيف فقط لصيد الحيتان وسلخها واستخلاص زيت الحوت الثمين الذي كان يٌصدر إلى أوروبا ليٌستخدم لِغرض الإنارة والإضاءة. يشمل الموقع إفران، ورش لصناعة البراميل، أرصفة سُفُن، مساكن مؤقتة، ومقبرة إلى جانب بقايا تحت الماء تشمل حُطام سُفن صيد ومراكب آخرى صغيرة وأكوام من عِظام الحيتان. بقيت المُستوطنة مُستخدمة مدة سبعين سنة قبل إن يهجرها الصيادون بسبب التناقص الكبير في أعداد الحيتان بالمنطقة. | [ 21 ]            |
| 18    | An Ediacaran fossil found at Mistaken Point.                                                                 | النقطة الخاطئة                                          | نيوفاوندلاند واللابرادور 46°37′55″N 53°11′25″W / 46.63194°N 53.19028°W                   | (ثامنا)(طبيعي)                         | 2016        | يعتبر هذا الموقع الأحفوري الواقع أقصى جنوب شرق (نيوفاوندلاند) شرق كندا. وتتألف هذه الجزيرة من ساحل يمتد على طول 17 كم من المنحدرات الساحليّة الوعرة. ويذكر أن هذه المنحدرات التي تعود للعصور الإدياكارية (أي قبل ما يقارب 560-580 مليون سنة) تشكلت في قاع البحار وتعتبر اليوم أكبر التجمعات الأحفورية القديمة على مرّ التاريخ. والجدير بالذكر أن هذه المنحدرات تجسّد نقلة نوعيّة في التاريخ: حيث هي المكان الأول الذي ظهرت فيه كائنات ضخمة الحجم ومعقّدة التركيب البيولوجي بعد مليارات السنين من هيمنة الميكروبات. | [ 22 ]            |
| 19    | Rock wall at Woodland Caribou Provincial Park                                                                | غابة بيم ماتش شو وين آكي                                | مانيتوبا 51°49′0″N 95°24′0″W / 51.81667°N 95.40000°W                                     | (ثالثاً) (سادساً) (تاسعاً)(مختلط)         | 2018        | تعدّ غابة "بيم ماتش شو وين آكي" (الأرض التي تمنح الحياة)، التي تمثّل منظراً طبيعياً تعبره الأنهار، وتملؤه البحيرات والأراضي الرطبة والغابات الشمالية، جزءاً من أراضي أجداد قبائل الأنيشينابه، وهم مجموعة من السكان الأصليين الذين يعيشون على صيد الأسماك والحيوانات البرية والحصاد وجني الثمار. وتشمل الغابة أجزاءً من أراضي تابعة لأربعة مجتمعات محلية من قبائل الأنيشينابه، وهي: نهر بلادوین، وبحيرة "ليتل غراند رابيدز"، وبحيرة "بوينغاسي"، ونهر "البوبلار ريفر". ويقدّم الموقع مثالاً مميزاً على أحد التقاليد الثقافية الرامية إلى صون الأرض وحفظها والمعروف باسم " Ji-ganawendamang Gidakiiminaan" والذي يتمثل في احترام عطايا الخالق والحفاظ عليها واحترام جميع أشكال الحياة والحفاظ على علاقات متجانسة مع الآخرين. إذ يحتوي الموقع على شبكة متطورة من أماكن كسب الرزق والمواقع السكنية والطرق والمواقع الاحتفالية المرتبطة فيما بينها عبر مجموعة من الطرق المائية. | [ 23 ]            |
| 20    | Rock carvings of humans in an abstract fashion                                                               | منتزه الكتابة على الحجر الإقليمي                        | ألبرتا                                                                                   | ثالثا (ثقافي)                          | 2019        | الكتابة على الحجر يقع هذا الموقع شمال السهول الكبرى شبه القاحلة في أمريكا الشمالية، على الحدود بين كندا والولايات المتحدة. ويهيمن وادي الميلك ريفر على تضاريس هذا المشهد الثقافي الذي يتميز بالعدد الكبير لأعمدة الهودوس فيه، وهي عبارة عن أعمدة منحوتة تشكلت بفعل ظاهرة التعرية متخذة أشكالاً مذهلة. وقد ترك شعب البلاكفوت الأصلي مجموعة من النقوش واللوحات على جدران الحجر الرملي لوادي الميلك ريفر، تحمل رسائل من كائنات مقدسة. يعود تاريخ البقايا الأثرية إلى عام 1800 قبل الميلاد وحتى بداية فترة ما بعد الاتصالمع الحضارات الأخرى. ويعتبر هذا المشهد مقدساً لدى الناس، وتقاليدهم العريقة التي لا تزال قائمة بفضل الاحتفالات والاحترام الذي يكنه السكان للمواقع الأثرية. | .                 |
| 21    | Satellite image of the island                                                                                | جزيرة أنتيكوستي                                         | كيبك                                                                                     | تاسعا (طبيعي)                          | 2023        | يوجد هذا الموقع في جزيرة أنتيكوستي، وهي أكبر جزيرة في كيبك، وتُعتبر بمثابة سجل أحفوري كامل متكامل لأول انقراض جماعي للحياة الحيوانية، منذ 447-437 مليون سنة، وحوفظ عليه على أفضل وجه. ويحتوي الموقع على أفضل سجل أحفوري محفوظ للحياة البحرية على مدار 10 ملايين سنة من تاريخ الأرض. تعتبر وفرة الحفريات وتنوعها والنحو المُتقن الذي حوفظ به عليها أمراً استثنائياً يتيح إجراء بحوث علمية على مستوى العالم. وتتيح الآلاف من الأسطح الكبيرة مراقبة ودراسة قشرة الأسطح وأحياناً الرخويات التي عاشت في قاع البحار الضحلة لبحر استوائي قديم. | [ 25 ] [ 26 ]     |
| 22    | Klondikers carrying supplies ascending the Chilkoot Pass, 1898.                                              | كلوندايك                                                | يوكون                                                                                    | رابعا (ثقافي)                          | 2023        | إن منطقة بيماتشيوين آكي (الأرض التي تمنح الحياة) عبارة عن مشهد طبيعي يتألف من الأنهار والبحيرات والأراضي الرطبة والغابات الشمالية. وهي تشكل جزءًا من الموطن الأصلي لشعب أنيشيناابيج، وهو شعب أصلي يعيش على صيد الأسماك والصيد وجمع الثمار. ويضم الموقع الأراضي التقليدية لأربعة مجتمعات أنيشيناابيج (نهر بلودفين، ونهر ليتل جراند رابيدز، ونهر باونجاسي ونهر بوبلار). وهي مثال استثنائي للتقاليد الثقافية المتمثلة في جي-جاناويندامانج جيداكييمينان (الحفاظ على الأرض)، والتي تتألف من تكريم هدايا الخالق، واحترام جميع أشكال الحياة، والحفاظ على علاقات متناغمة مع الآخرين. وتوفر شبكة معقدة من مواقع سبل العيش، ومواقع السكن، وطرق السفر، والمواقع الاحتفالية، التي غالبًا ما ترتبط بالممرات المائية، شهادة على هذا التقليد القديم والمستمر. | [ 27 ] [ 28 ]     |
|       | |                                                         |                                                                                          |                                        |             | |                   |

### مواقع مسجلة على القائمة المؤقتة للتراث العالمي
القائمة الارشادية المؤقتة لمواقع التراث العالمي، أو القائمة المؤقتة لمواقع التراث العالمي (بالإنجليزية:  Tentative List)‏، هي جرد لخصائص موقع ما لكل دولة على حدى التي تعتزم كل دولة طرف أن تنظر في ترشيحها. وهي خطوة ضرورية لولوج اللائحة الرسمية لمواقع التراث العالمي حسب اليونسكو، يتم المصادقة عليها من طرف لجنة التراث العالمي.
وهذه لائحة مواقع التراث العالمي في القائمة المؤقتة لليونسكو الخاصة بدولة كندا  والتي تضم 7 مواقع جلها سجل سنة 2004 إلى حدود معطيات أيلول 2015 بقائمة اليونسكو، والمرتبة حسب تاريخ إدراجها كالتالي:
| تسلسل | الاسم                   | الصورة | الموقع                                                              | المعيار                                                     | سنة التسجيل | المصادر |
| ----- | ----------------------- | --- | ------------------------------------------------------------------- | ----------------------------------------------------------- | ----------- | ------- |
| 1     | موقع آكي بيما كون       | View of Poplar River during ice melt.                                                                                          | مانيتوبا وأونتاريو 51°N 95°W / 51°N 95°W                            | مختلط: (خامسا)، (سابعا)، (تاسعا)، (عاشرا)                   | 2004        | [ 32 ]  |
| 2     | منتزه غواي هاناس الوطني | Windy Bay forest in Gwaii Haanas National Park Reserve.                                                                        | كولومبيا البريطانية 52°23′21″N 131°28′16″W / 52.38917°N 131.47111°W | مختلط: (ثالثا)، (خامسا)، (سادسا)، (سابعا)، (تاسعا)، (عاشرا) | 2004        | [ 33 ]  |
| 3     | إفيفك / فانتوت / هرشل   | Vuntut National Park. | يوكون 69°31′11″N 139°31′30″W / 69.51972°N 139.52500°W               | مختلط: (رابعا)، (خامسا)، (سابعا)، (ثامنا)، (عاشرا)          | 2004        | [ 34 ]  |
| 4     | منتزه كتنباك الوطني     | Gull Glacier ("Hand of God") at Tanquary Fiord opposite to Parks Canada campsite, Quttinirpaaq National Park, Nunavut, Canada. | نونافوت 82°13′N 72°13′W / 82.217°N 72.217°W                         | مختلط: (ثالثا)، (سابعا)، (ثامنا)، (عاشرا)                   | 2004        | [ 35 ]  |

## اقرأ أيضاً
- قائمة مواقع التراث العالمي في إيران
- قائمة مواقع التراث العالمي في وسط وشمال آسيا

### المعايير الثقافية
- أولاً: تمثل تحفة عبقرية خلاقة من صنع الإنسان.
- ثانياً: تمثل إحدى القيم الإنسانية الهامة والمشتركة، لفترة من الزمن أو في المجال الثقافي للعالم، سواء في تطور الهندسة المعمارية أو التقنية، أو الفنون الأثرية، أو تخطيط المدن، أو تصميم المناظر الطبيعية.
- ثالثاً: تمثل شهادة فريدة من نوعها أو على الأقل استثنائية لتقليد ثقافي لحضارة قائمة أو مندثرة.
- رابعاً: أن تكون مثالاً بارزاً على نوعية من البناء، أوالمعمار أو مثال تقني أو مخطط يوضح مرحلة هامة في تاريخ البشرية.
- خامساً: أن يكون مثالاً رائعاً لممارسات الإنسان التقليدية في استخدام الأراضي، أو مياه البحر بما يمثل ثقافة (أو ثقافات)، أو تفاعل إنساني مع البيئة وخصوصاً عندما تصبح عُرضة لتأثيرات لا رجعة فيها.
- سادساً: أن تكون مرتبطة بشكل مباشر أو ملموس بالأحداث أو التقاليد المعيشية، أو الأفكار، أو المعتقدات، أو الأعمال الفنية والأدبية ذات الأهمية العالمية الفائقة. (وترى اللجنة أن هذا المعيار يُفضل أن يكون استخدامه بالتزامن مع معايير أخرى.)

### المعايير الطبيعية
- سابعاً: أن تحتوى ظاهرة طبيعية فائقة أو مناطق ذات جمال طبيعي استثنائي"
- ثامناً: أن تكون الأمثلة البارزة التي تمثل المراحل الرئيسية من تاريخ الأرض، بما في ذلك سجل الحياة، وكبير على ما يجري العمليات الجيولوجية في تطوير تضاريسه، أو ملامح شكل الأرض أو فيزيوغرافية كبيرة"
- تاسعاً: أن تكون الأمثلة البارزة التي تمثل كبيرة على الذهاب البيئية والبيولوجية في عمليات التطور والتنمية من الأرضية، والمياه العذبة الساحلية والبحرية النظم الإيكولوجية والمجتمعات المحلية من النباتات والحيوانات"
- عاشراً: أن تحتوي على أهم وأكبر الموائل الطبيعية لحفظ التنوع البيولوجي بالموقع، بما في ذلك تلك التي تحتوي على الأنواع المهددة بالانقراض وذات قيمة عالمية فريدة من وجهة نظر العلم أو حماية البيئة"